# پاراسلسوس (دهانه)
پاراسلسوس یک دهانه برخوردی در ماه‌ است.

## دهانه‌های اقماری
این دهانه ۸ دهانه اقماری دارد.
| Paracelsus | عرض جغرافیایی | طول جغرافیایی | قطر          |
| ---------- | ------------- | ------------- | ------------ |
| C          | ۲۱.۷° S       | ۱۶۵.۱° E      | ۲۴.۰ کیلومتر |
| E          | ۲۳.۰° S       | ۱۶۷.۲° E      | ۶۶.۰ کیلومتر |
| G          | ۲۴.۶° S       | ۱۶۵.۷° E      | ۲۷.۰ کیلومتر |
| H          | ۲۶.۰° S       | ۱۶۶.۲° E      | ۱۲.۰ کیلومتر |
| M          | ۲۶.۱° S       | ۱۶۳.۰° E      | ۴۱.۰ کیلومتر |
| N          | ۲۵.۴° S       | ۱۶۲.۰° E      | ۷.۰ کیلومتر  |
| P          | ۲۴.۹° S       | ۱۶۱.۷° E      | ۶۳.۰ کیلومتر |
| Y          | ۲۱.۵° S       | ۱۶۲.۷° E      | ۲۶.۰ کیلومتر |